# Bauhinia geminata
Bauhinia geminata är en ärtväxtart som beskrevs av Julius Rudolph Theodor Vogel. Bauhinia geminata ingår i släktet Bauhinia och familjen ärtväxter. Inga underarter finns listade i Catalogue of Life.